# 名古屋大學學術交流項目
名古屋大学学术交流项目（Nagoya University Program for Academic Exchange ，NUPACE）创建于1996年2月，该项目是短期交流为主的交换留学项目，交换期间从6个月到一年不等。项目的目的是建立并加强名古屋大学与世界各国的学生交流，让更多的外国学生了解日本，了解名古屋大学。
NUPACE一年有两次入学机会：每年的9月或4月。

## NUPACE与中国
NUPACE自创立起，就与中国的诸多院校有着广泛的交流。
其中与中国的有交流的学校有：
北京：北京大学，清华大学，北京工业大学
上海：复旦大学
江苏：南京大学
吉林：吉林大学
湖北：华中科技大学
浙江：浙江大学

## NUPACE的网站
http://www.ecis.nagoya-u.ac.jp/en/nupace/ （页面存档备份，存于）